# 岩东乡
岩东乡，是中华人民共和国重庆市彭水苗族土家族自治县下辖的一个乡镇级行政单位。

## 行政区划
岩东乡下辖以下地区：
堰塘村、河坝村、下坝村和岍山村。